# Майский, Дмитрий Васильевич
Дмитрий Васильевич Майский (1917—1943) — старший лейтенант Рабоче-крестьянской Красной Армии, участник Великой Отечественной войны, Герой Советского Союза (1942).

## Биография
Дмитрий Майский родился 1 января 1917 года в селе Алексеевка (ныне — Жердевский район Тамбовской области). Окончил два курса рабфака при Ростовском государственном университете. В 1936 году Майский был призван на службу в Рабоче-крестьянскую Красную Армию. В 1939 году он окончил Сталинградское военное авиационное училище лётчиков. С июня 1941 года — на фронтах Великой Отечественной войны.
К марту 1942 года старший лейтенант Дмитрий Майский командовал звеном 514-го бомбардировочного авиаполка Северо-Западного фронта. К тому времени он совершил 78 боевых вылетов на воздушную разведку и бомбардировку скоплений боевой техники и живой силы, его важных объектов, нанеся ему большие потери.
Указом Президиума Верховного Совета СССР «О присвоении звания Героя Советского Союза начальствующему составу Красной Армии» от 21 июля 1942 года за «образцовое выполнение боевых заданий командования на фронте борьбы с немецкими захватчиками и проявленные при этом отвагу и геройство» удостоен высокого звания Героя Советского Союза с вручением ордена Ленина и медали «Золотая Звезда» за номером 603.
10 января 1943 года Майский погиб при выполнении учебно-тренировочного полёта на самолёте УСБ. Похоронен в городе Красный Холм Тверской области.
Был также награждён орденами Красного Знамени и Красной Звезды.
В честь Майского назван переулок в Жердевке.